# Jules Deschênes
Jules Deschênes (Montréal, 7 juni 1923 - Laval, 10 mei 2000) was een Canadees rechtsgeleerde. Hij begon zijn loopbaan in de advocatuur en was ernaast hoogleraar internationaal privaatrecht aan de Universiteit van Montréal. Vervolgens werd hij rechter aan het Hof van Beroep en het Hooggerechtshof van Québec. Na zijn pensionering diende hij enkele jaren als rechter van het Joegoslavië-tribunaal.

## Levensloop
Deschênes studeerde af in de rechten aan de Universiteit van Montréal. In 1946 werd hij toegelaten tot de balie en bleef werkzaam in de advocatuur tot 1972. In 1961 werd hij ook benoemd tot advocaat van de kroon. Daarnaast was hij hoogleraar internationaal privaatrecht aan de Universiteit van Montréal.
In 1972 werd hij rechter van het Hof van Beroep van Québec en het jaar erop van het hooggerechtshof van Québec. Hier bouwde hij een naam op als een autoriteit op het gebied van recht, in het bijzonder op het gebied van taalrechten in onder meer de luchtvaart. Na zijn pensionering in 1987 bleef hij actief voor verschillende juridische commissies en genootschappen.
In 1993 werd hij een van de rechters van het eerste uur van het Joegoslavië-tribunaal in Den Haag. Hier bleef hij aan tot 1997. Hij ontving meerdere onderscheidingen, waaronder eredoctoraten van de Concordia-universiteit en de McGill-universiteit. Hij werd opgenomen als lid van de Orde van Canada.

## Werk (selectie)
- 1979: Les plateaux de la balance
- 1980: Ainsi parlèrent les tribunaux : conflits linguistiques au Canada, 1968-1980
- 1980: L'ecole publique confessionnelle au Québec: Judgement rendu dans l'affaire Notre-Dame-des-Neiges
- 1981: Maitres chez eux: Une etude sur l'administration judiciaire autonome des tribunaux
- 1984: Justice et pouvoir
- 1985: Judicial independence : the contemporary debate
- 1988: Sur la ligne de feu (autobiografie)